# جوشوا فيريس
جوشوا فيريس (بالإنجليزية: Joshua Ferris)‏‏ (8 نوفمبر 1974 في دانفيل - ) كاتب، وروائي، وكاتب قصص قصيرة من الولايات المتحدة.

## روابط خارجية
- جوشوا فيريس على موقع IMDb (الإنجليزية)